# Vụ đánh bom Viêng Chăn 1987
Vụ đánh bom Viêng Chăn năm 1987 là cuộc tấn công xảy ra vào ngày 9 tháng 3 năm 1987 lúc 6 giờ sáng tại trung tâm văn hóa Xô Viết ở thủ đô Viêng Chăn, Lào. Biến cố này được cho là một vụ ám sát nhằm vào Bộ trưởng Ngoại giao Liên Xô Eduard A. Shevardnadze vốn định đến dự một cuộc họp ngoại giao vào cuối ngày hôm đó. Các quan chức cho biết một lính gác Lào thiệt mạng và một người khác bị thương do vụ nổ, trong khi tòa nhà ba tầng chỉ bị hư hại nhẹ.

## Phản ứng
- Liên Xô - Ngay sau sự kiện, phát ngôn viên Liên Xô Gennady I. Gerasimov nói trong một cuộc họp báo: “Chúng tôi chỉ có thông tin khá sơ bộ rằng có một vụ nổ ở trung tâm thành phố. Chúng tôi không có thông tin về nguyên nhân và kết quả”. Shevardnadze vẫn đến thăm thành phố bất chấp quả bom này.[3]

- Lào - Phanethong Phommahaxay, quyền trưởng phòng báo chí của Bộ Ngoại giao Lào, cáo buộc rằng chính phủ Thái Lan đã cử một nhóm vũ trang lưu vong để thực hiện vụ tấn công này.[4]